# Vit blodchampinjon
Vit blodchampinjon (Agaricus benesii) är en svampart som först beskrevs av Albert Pilát, och fick sitt nu gällande namn av Albert Pilát 1951. Vit blodchampinjon ingår i släktet champinjoner och familjen Agaricaceae.  Arten är reproducerande i Sverige. Inga underarter finns listade i Catalogue of Life.